# Горицкое сельское поселение (Тверская область)
Горицкое се́льское поселе́ние — муниципальное образование в Кимрском районе Тверской области Российской Федерации.
Административный центр — село Горицы.

## Географические данные
- Общая площадь: 276 км².
- Нахождение: северо-западная часть Кимрского района.
  - Граничит:
    - на севере — с Быковским СП
    - на востоке — с Печетовским СП
    - на юго-востоке — с Маловасилевским СП
    - на юге — с Стоянцевским СП
    - на юго-западе — с Калининским районом, Каблуковское СП
    - на западе — с Рамешковским районом, СП Ильгощи

Поселение пересекает автодорога «Кушалино — Горицы — Кашин».

## История
В XI—XIV вв. территория поселения относилась к Владимиро-Суздальскому, затем к Тверскому княжеству. В XIV веке присоединена к Великому княжеству Московскому.
- После реформ Петра I территория поселения входила:[3]
  - в 1708—1727 гг. в Санкт-Петербургскую (Ингерманляндскую 1708—1710 гг.) губернию, Тверскую провинцию,
  - в 1727—1775 гг. в Новгородскую губернию, Тверскую провинцию,
  - в 1775—1796 гг. в Тверское наместничество, Корчевской уезд (с 1781),
  - в 1796—1922 гг. в Тверскую губернию, Корчевской уезд (с 1803),
  - в 1922—1929 гг. в Тверскую губернию, Кимрский уезд,
  - в 1929—1935 гг. в Московскую область, Горицкий район,
  - в 1935—1963 гг. в Калининскую область, Горицкий район,
  - в 1963—1964 гг. в Калининскую область, Рамешковский район,
  - в 1964—1990 гг. в Калининскую область, Кимрский район,
  - с 1990 в Тверскую область, Кимрский район.

В середине XIX-начале XX века деревни поселения относились к Горицкой и Стоянцевской волостям Корчевского уезда.
В 50-е годы на территории поселения существовали Горицкий, Вереинский и Гайновский сельсоветы Горицкого района.
Образовано в результате муниципальной реформы в 2005 году, включило в себя территории Горицкого и Кошкинского сельских округов.

## Население
| 2005  | 2008  | 2010  | 2011  | 2012  | 2013  | 2014  |
| ----- | ----- | ----- | ----- | ----- | ----- | ----- |
| 2182  | ↘2020 | ↘1626 | ↘1619 | ↘1607 | ↘1573 | ↘1568 |
| 2015  | 2016  | 2017  | 2018  | 2019  | 2020  | 2021  |
| ↘1562 | ↘1520 | ↘1485 | ↘1449 | ↘1352 | ↘1295 | ↗1582 |

## Состав сельского поселения
| №  | Населённый пункт | Тип населённого пункта       | Население |
| -- | ---------------- | ---------------------------- | --------- |
| 1  | Авделиха         | деревня                      | ↘1        |
| 2  | Беляево-Горицкое | деревня                      | →0        |
| 3  | Бордуково        | деревня                      | ↘0        |
| 4  | Борисово         | деревня                      | ↗1        |
| 5  | Великий Двор     | деревня                      | ↘7        |
| 6  | Вереинка         | деревня                      | →28       |
| 7  | Гайново          | деревня                      | ↘24       |
| 8  | Глебово          | деревня                      | →1        |
| 9  | Горицы           | село, административный центр | ↘1227     |
| 10 | Гостилово        | деревня                      | →0        |
| 11 | Демихово         | деревня                      | ↘0        |
| 12 | Дитятево         | деревня                      | ↘10       |
| 13 | Заручье          | деревня                      | ↗1        |
| 14 | Заручьево        | деревня                      | ↘1        |
| 15 | Збыневля         | деревня                      | ↘26       |
| 16 | Зверково         | деревня                      | →1        |
| 17 | Зиновиха         | деревня                      | →0        |
| 18 | Зубырино         | деревня                      | ↘7        |
| 19 | Киселево         | деревня                      | ↗7        |
| 20 | Кошкино          | деревня                      | ↘151      |
| 21 | Кощеево          | деревня                      | →0        |
| 22 | Красный Выселок  | деревня                      | ↘1        |
| 23 | Ломово           | деревня                      | ↗1        |
| 24 | Лугино           | деревня                      | →0        |
| 25 | Лыково           | деревня                      | ↗17       |
| 26 | Марфино          | деревня                      | ↗12       |
| 27 | Михалево         | деревня                      | →1        |
| 28 | Никитское        | деревня                      | →19       |
| 29 | Ново-Никитское   | деревня                      | ↘1        |
| 30 | Новые Березки    | деревня                      | ↗6        |
| 31 | Овсевьево        | деревня                      | ↗8        |
| 32 | Паньсково        | деревня                      | ↘9        |
| 33 | Пекарево         | деревня                      | ↗7        |
| 34 | Пестово          | деревня                      | ↘1        |
| 35 | Пустыри          | деревня                      | ↘1        |
| 36 | Раменье          | деревня                      | →0        |
| 37 | Рожново          | деревня                      | ↘6        |
| 38 | Рябинкино        | деревня                      | →1        |
| 39 | Соловьёво        | деревня                      | →0        |
| 40 | Сошниково        | деревня                      | →0        |
| 41 | Татищево         | деревня                      | ↘0        |
| 42 | Трышиха          | деревня                      | →5        |
| 43 | Федорово         | деревня                      | ↗9        |
| 44 | Филиппово        | деревня                      | ↘0        |
| 45 | Чухово           | деревня                      | →1        |
| 46 | Якимцево         | деревня                      | ↘9        |
| 47 | Якшино           | деревня                      | ↘1        |

### Упразднённые населённые пункты
На территории поселения исчезли деревни: Марьинка, Пустынь, Уголки, Горцево, Королиха, Костенево и другие.

Деревни Колково, Каменка, Наумово и Дуброво присоединены к селу Горицы.

## Экономика
Основные хозяйства: СПК «Горицкий» и СПК «Доброволец».